# Zeilen op de Olympische Zomerspelen 1980
Zeilen is een van de sporten die beoefend werden tijdens de Olympische Zomerspelen 1980 in Moskou. De wedstrijden werden gehouden in het Pirita Jachtcentrum, gesitueerd aan de Baai van Tallinn, in de Finse Golf vlak bij Tallinn. De haven in de monding van de rivier Pirita was speciaal voor de Spelen aangelegd.
Er werd in zes klassen om de medailles gestreden, drie alleen voor mannen en drie open klassen (flying dutchman, tornado en soling).
Zowel België als Nederland behaalden op deze Spelen geen medailles bij het zeilen.

## Heren

### Finn klasse

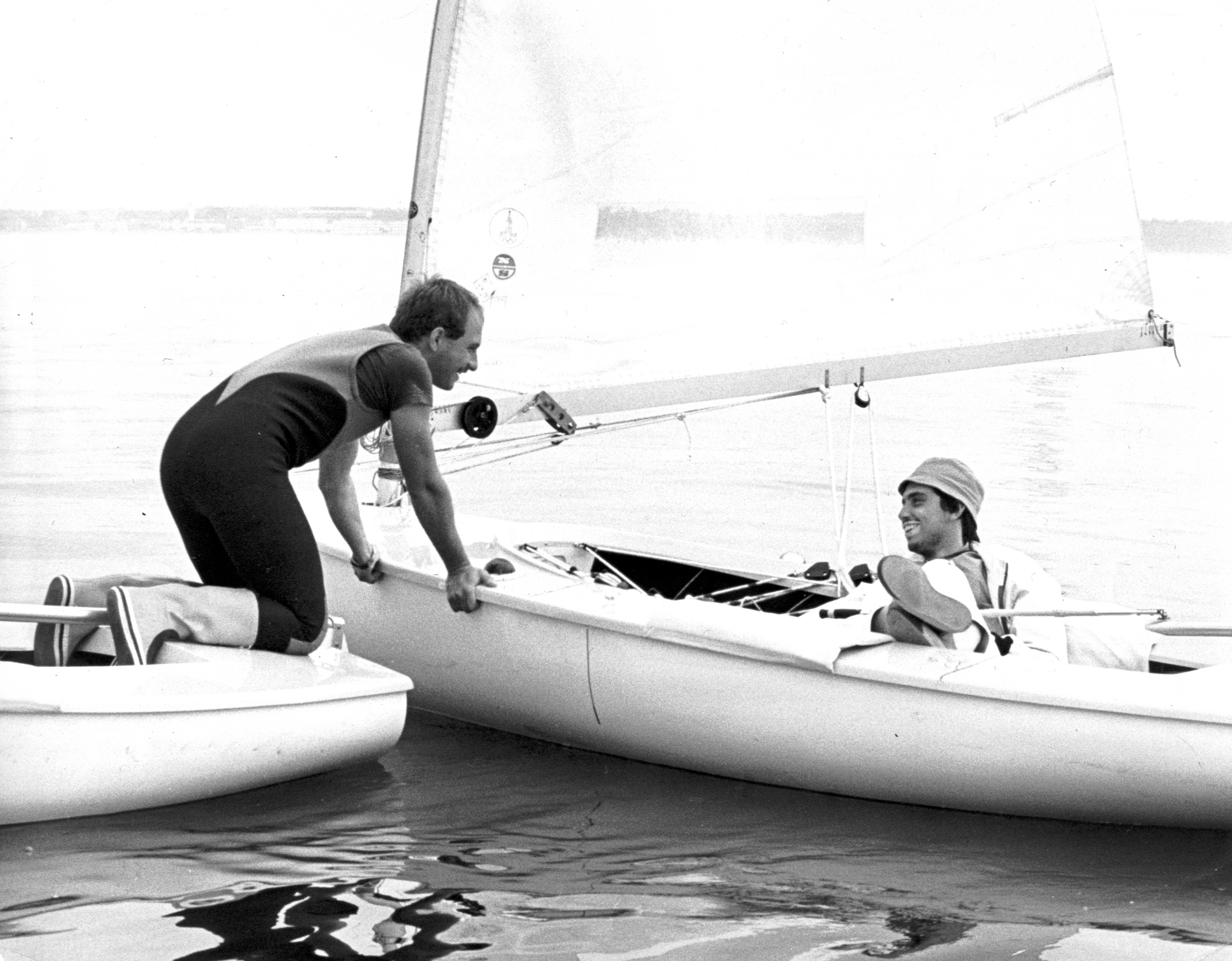
Esko Rechardt

| rang   | sporter            | land        |
| ------ | ------------------ | ----------- |
| Goud   | Esko Rechardt      | Finland     |
| Zilver | Wolfgang Mayrhofer | Oostenrijk  |
| Brons  | Andrej Balaschov   | Sovjet-Unie |

### 470 klasse
| rang   | sporter                        | land     |
| ------ | ------------------------------ | -------- |
| Goud   | Marcos Soares / Eduardo Penido | Brazilië |
| Zilver | Jörn Borowski/Egbert Svensson  | DDR      |
| Brons  | Jouko Lindgren/Georg Tallberg  | Finland  |

### Star klasse
| rang   | sporter                             | land        |
| ------ | ----------------------------------- | ----------- |
| Goud   | Valentin Mankin/Aleksandr Moezyenko | Sovjet-Unie |
| Zilver | Hubert Raudaschl/Karl Ferstl        | Oostenrijk  |
| Brons  | Giorgo Gorla/Alfio Peraboni         | Italië      |

### Flying Dutchman
| rang   | sporter                         | land      |
| ------ | ------------------------------- | --------- |
| Goud   | Alejandro Abascal/Miguel Noguer | Spanje    |
| Zilver | David Wilkins/James Wilkinson   | Ierland   |
| Brons  | Szabolcs Detre/Zsolt Detre      | Hongarije |

### Tornado klasse
| rang   | sporter                                 | land       |
| ------ | --------------------------------------- | ---------- |
| Goud   | Alexandre Welter/Lars Sigurd Björkström | Brazilië   |
| Zilver | Peter Due/Per Kjergard                  | Denemarken |
| Brons  | Göran Marström/Jörgen Ragnarsson        | Zweden     |

### Soling klasse
| rang   | sporter                                                        | land        |
| ------ | -------------------------------------------------------------- | ----------- |
| Goud   | Poul Richard Høj Jensen/Valdemar Bandolowski/Erik Hansen       | Denemarken  |
| Zilver | Boris Budnikow/Alexander Busnikow/Nikolai Poljakow             | Sovjet-Unie |
| Brons  | Anastassios Boudouris/Anastassios Gavrilis/Aristidis Rapanakis | Griekenland |

## Medaillespiegel
| rang   | land        | goud | zilver | brons | total |
| ------ | ----------- | ---- | ------ | ----- | ----- |
| 1      | Brazilië    | 2    | 0      | 0     | 2     |
| 2      | Sovjet-Unie | 1    | 1      | 1     | 3     |
| 3      | Denemarken  | 1    | 1      | 0     | 2     |
| 4      | Finland     | 1    | 0      | 1     | 2     |
| 5      | Spanje      | 1    | 0      | 0     | 1     |
| 6      | Oostenrijk  | 0    | 2      | 0     | 2     |
| 7      | DDR         | 0    | 1      | 0     | 1     |
| 7      | Ierland     | 0    | 1      | 0     | 1     |
| 9      | Griekenland | 0    | 0      | 1     | 1     |
| 9      | Hongarije   | 0    | 0      | 1     | 1     |
| 9      | Italië      | 0    | 0      | 1     | 1     |
| 9      | Zweden      | 0    | 0      | 1     | 1     |
| totaal | totaal      | 6    | 6      | 6     | 18    |

Athene 1896 · 
Parijs 1900 · 
St. Louis 1904 · 
Londen 1908 · 
Stockholm 1912 · 
Antwerpen 1920 · 
Parijs 1924 · 
Amsterdam 1928 · 
Los Angeles 1932 · 
Berlijn 1936 · 
Londen 1948 · 
Helsinki 1952 · 
Melbourne 1956 · 
Rome 1960 · 
Tokio 1964 · 
Mexico-stad 1968 · 
München 1972 · 
Montréal 1976 · 
Moskou 1980 · 
Los Angeles 1984 · 
Seoel 1988 · 
Barcelona 1992 · 
Atlanta 1996 · 
Sydney 2000 · 
Athene 2004 · 
Peking 2008 · 
Londen 2012 · 
Rio de Janeiro 2016 · 
Tokio 2020 · 
Parijs 2024 · 
Los Angeles 2028

Medaillewinnaars
Atletiek · Basketbal · Boksen · Boogschieten · Gewichtheffen · Handbal · Hockey · Judo · Kanovaren · Moderne vijfkamp · Paardensport · Roeien · Schermen · Schietsport · Schoonspringen · Turnen · Voetbal · Volleybal · Waterpolo · Wielersport · Worstelen · Zeilen · Zwemmen